# Komlan Amewou
Komlan Amewou (Lomé, 15 dicembre 1983) è un ex calciatore togolese, di ruolo centrocampista.

## Carriera

### Club
Amewou vestì le maglie di Heart of Lions, Gloria Buzău, Al Olympic Zaouia e Agaza, prima di passare ai norvegesi dello Strømsgodset. Esordì nella Tippeligaen il 7 aprile 2008, quando sostituì André Bergdølmo nel successo per 3-2 sul Rosenborg. Il 2 agosto 2009 segnò la prima rete nella massima divisione norvegese, sancendo il 3-0 finale sul Vålerenga.
L'11 giugno 2010 passò ai francesi del Nîmes, club militante nella Ligue 2.

### Nazionale
Amewou conta 48 presenze e 4 reti per il Togo. Era tra i convocati per la Coppa d'Africa 2010, manifestazione dalla quale la Nazionale togolese si ritirò.

## Palmarès

### Club

#### Competizioni nazionali
- Championnat National: 1

Nimes: 2011-2012